# 원심 추출기
원심 추출기(遠心抽出機, centrifugal extractor)는 원심기계 안의 회전자의 회전을 이용하여 회전자 밖에 위치한 두 개의 혼화성 액체를 혼합하고 회전자 내의 중력장에 속한 액체들을 분리하는 일을 한다.
고리 모양의 원심 추출기의 초기 디자인은 SRS 패들 혼합 디자인을 수정한 것으로, 아르곤 국립 연구소에서 수행되었다.

## 참조
1. ↑  G. Bernstein, et al., A high-capacity annular centrifugal contactor, Nuclear Technology 20;200-202 (1973).